# Dick Bruna
Dick Bruna (ur. 23 sierpnia 1927 w Utrechcie, zm. 16 lutego 2017 tamże) – holenderski autor, grafik i ilustrator.
Autor ponad 200 książek dla dzieci, w tym serii książeczek o przygodach króliczki Miffy (Nijntje – po holendersku, narysowanej po raz pierwszy w 1955), które przetłumaczono na 50 języków, a ich sprzedaż szacuje się na ponad 85 mln egzemplarzy. W Polsce nakładem wydawnictwa Format ukazało się dziewięć tytułów tej serii.
Styl Dicka Bruny, poczynając od pierwszej jego książki „Jabłko” (1953), aż po jedną z ostatnich „Kłapouch” (2006), wyznaczały przede wszystkim niezmienny minimalizm i uniwersalna szczerość. Prostota jego twórczości pozostawia wiele miejsca dziecięcej wyobraźni. Na rysunki Bruny składa się czarny kontur i intensywne, żywe kolory. Z jednej strony – odręczna kreska, która oddaje ciepło i zdecydowanie, z drugiej strony – niespotykaną delikatność.
Dick Bruna wspomagał wiele organizacji pomocy humanitarnej, w tym UNICEF, Terre des Hommes i Czerwony Krzyż. W 2000 w Centraal Museum w Utrechcie otwarto stałą wystawę jęgo prac.
Pierwszą recenzentką każdej książki autora była jego żona Irene, którą poślubił w 1953. Miał troje dzieci i pięcioro wnucząt.